# Raúl Montaña
Montaña  Herrera est un nom espagnol. Le premier nom de famille, en général paternel, est Montaña ; le second, en général maternel, souvent omis, est Herrera.
Raúl Alexander Montaña Herrera (né le 22 septembre 1971 à Bogota) est un coureur cycliste colombien.

## Palmarès
- 1992
  - Tour de Colombie espoirs
- 1993
  - Prologue du Clásico RCN
- 1995
  -  Champion de Colombie du contre-la-montre
  - Clásico RCN :
    - Classement général
    - 3e étape
- 1996
  - 9e étape du Tour de Colombie
- 1997
  - 2e, 5e et 10e étapes du Clásico RCN
- 1998
  - 10e étape du Tour de Colombie
  - Clásico RCN :
    - Classement général
    - 4e, 6e et 7e étapes
- 1999
  - 5e, 14e et 15e étapes du Tour de Colombie
- 2000
  -  Champion panaméricain sur route
  - 6e et 15e étapes du Tour de Colombie
  - 3e du championnat de Colombie du contre-la-montre
- 2001
  - 12e étape du Tour du Venezuela

## Résultats sur le Tour d'Italie
- 1995 : ?
- 2000 : 65e

## Résultats sur les championnats

### Jeux olympiques
Une participation.
- Atlanta 1996
  - Abandon lors de la course en ligne[1].